# 球狀星團

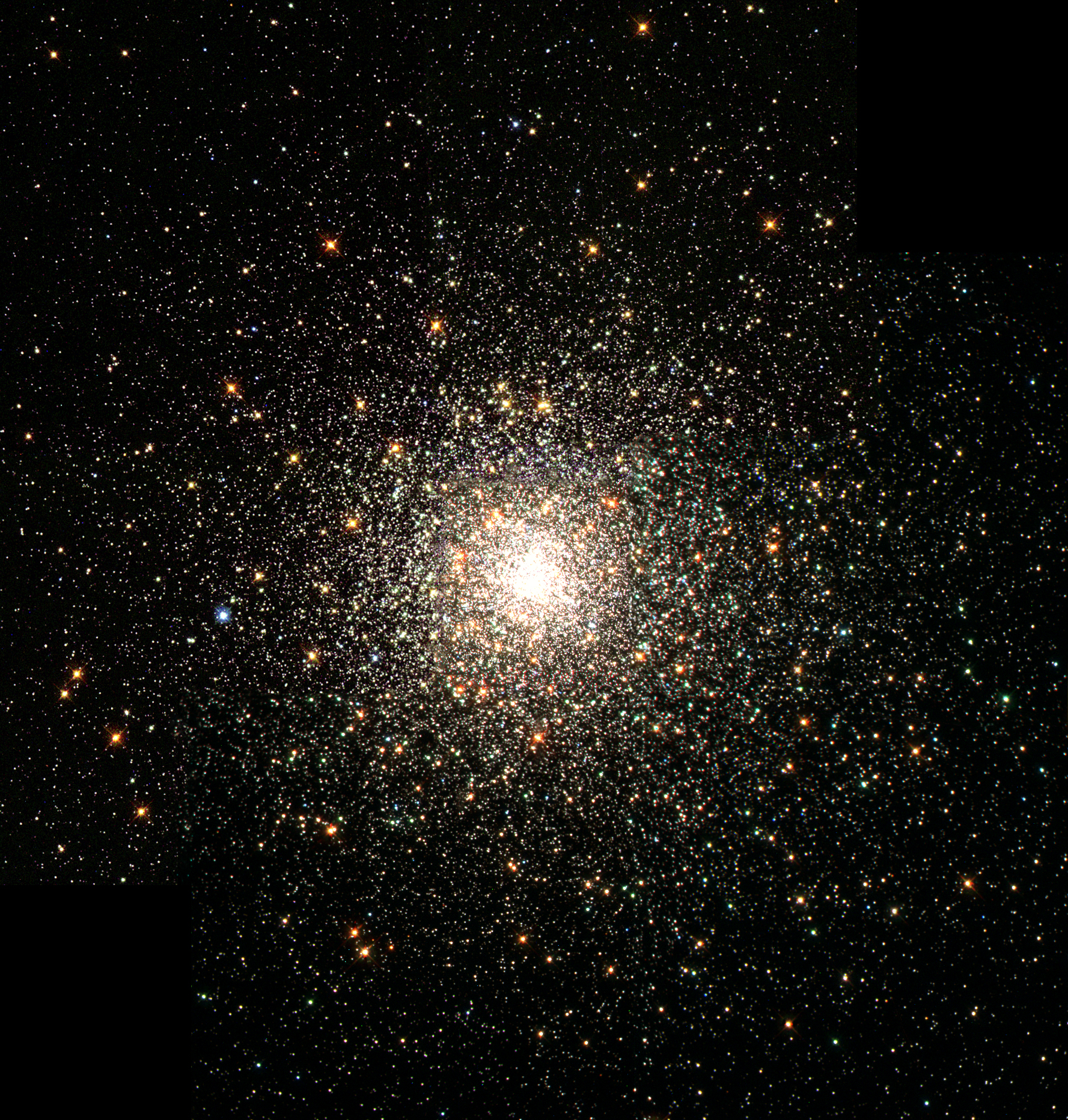
位于天蝎座的M80距離太陽30,000光年，擁有數十萬顆的恆星。

球狀星團是外觀呈球形，在軌道上繞著星系核心運行，很像行星的恆星集團。球狀星團因為被重力緊緊束縛，使得恆星高度的向中心集中，因此外觀呈球形。球狀星團被發現多在星系的暈之中，遠比在星系盤中被發現的疏散星團擁有更多的恆星，但球狀星團的數量相較疏散星團相對的稀少，在銀河系內迄今只發現150個至158個。在銀河系內也許還有10-20個或更多個尚未被發現。這些球狀星團環繞星系公轉的半徑可以達到40,000秒差距（大約130,000光年）或更遠的距離。越大的星系擁有越多：以仙女座星系為例，可能有500個球狀星團。有些巨大的橢圓星系，特別是位於星系團中心的，像是M87，有多達13,000個球狀星團。
在本星系群擁有足夠質量的星系，都有關聯性的球狀星團，並且幾乎每個曾經探測過的大質量星系都被發現擁有球狀星團的系統。人馬座矮橢球星系和有爭議的大犬座矮星系似乎正在將它們的球狀星團（像是帕羅馬12）捐贈給銀河系。這表明這個星系的許多球狀星團在之前是如何取得的。
雖然這些球狀團看起來包含一些最初在銀河系產生的恆星，但它們的起源和在銀河系演化中扮演的角色仍不清楚。球狀星團看起來和矮橢圓星系有著顯著的不同，它是母星系形成恆星時的一部分，而不是一個獨立的星系。然而，由天文學家最近的推測顯示，球狀星團和矮橢球可能不能很明確的區分為兩種不同類型的天體。

## 觀測簡史
| 名稱      | 發現者                 | 發現年份 |
| --------- | ---------------------- | -------- |
| M22       | 亞伯拉罕·伊勒          | 1665     |
| 半人馬座ω | 愛德蒙·哈雷            | 1677     |
| M5        | 戈特弗里德·基希        | 1702     |
| M13       | 愛德蒙·哈雷            | 1714     |
| M71       | 尚-菲利浦·德·歇索      | 1745     |
| M4        | 尚-菲利浦·德·歇索      | 1746     |
| M15       | 喬瓦尼·多梅尼科·馬拉迪 | 1746     |
| M2        | 喬瓦尼·多梅尼科·馬拉迪 | 1746     |

第一個被發現的球狀星團是M22，它是德國的業餘天文學家亞伯拉罕·伊勒（Abraham Ihle）在1665年發現的。然而，在梅西爾觀察M4之前，早年的小口徑望遠鏡解析不出球狀星團內的個別恆星。最早被發現的8個球狀星團列在表中，隨後在尼可拉·路易·拉卡伊於1751-52年的表中列有NGC 104、NGC 4833、M15、M69和NGC 6397。在數字前的字母M代表梅西爾天體，而NGC則是約翰·路易·埃米爾·德雷耳的星雲和星團新總表。
威廉·赫歇爾在1782年使用大望遠鏡進行了一次廣泛的巡天調查，當時知道的球狀星團只有34個。赫歇爾自己另外發現了36個，並且首度解析出它們全都由恆星組成。他在1789年出版的《二千個新星雲和恆星的星團》中創造了球狀星團這個名稱。
球狀星團的數量持續的增加，在1915年達到83個，1930年是93個，1947年是97個。現在銀河系內總共發現了152個，而估計總數應該是180 ± 20。這些附加、尚未被發現的球狀星團被認為是隱藏在銀河系的氣體和塵埃的後面。
從1914年起，哈洛·夏普利開始對球狀星團進行一系列的研究，大約發表了40篇的論文。他研究星團內的天琴座RR變星（他以為是造父變星），並且嘗試用週—光關係估計距離。後來，人們發現天琴座RR變星比造父變星黯淡，造成夏普利高估了星團的距離。

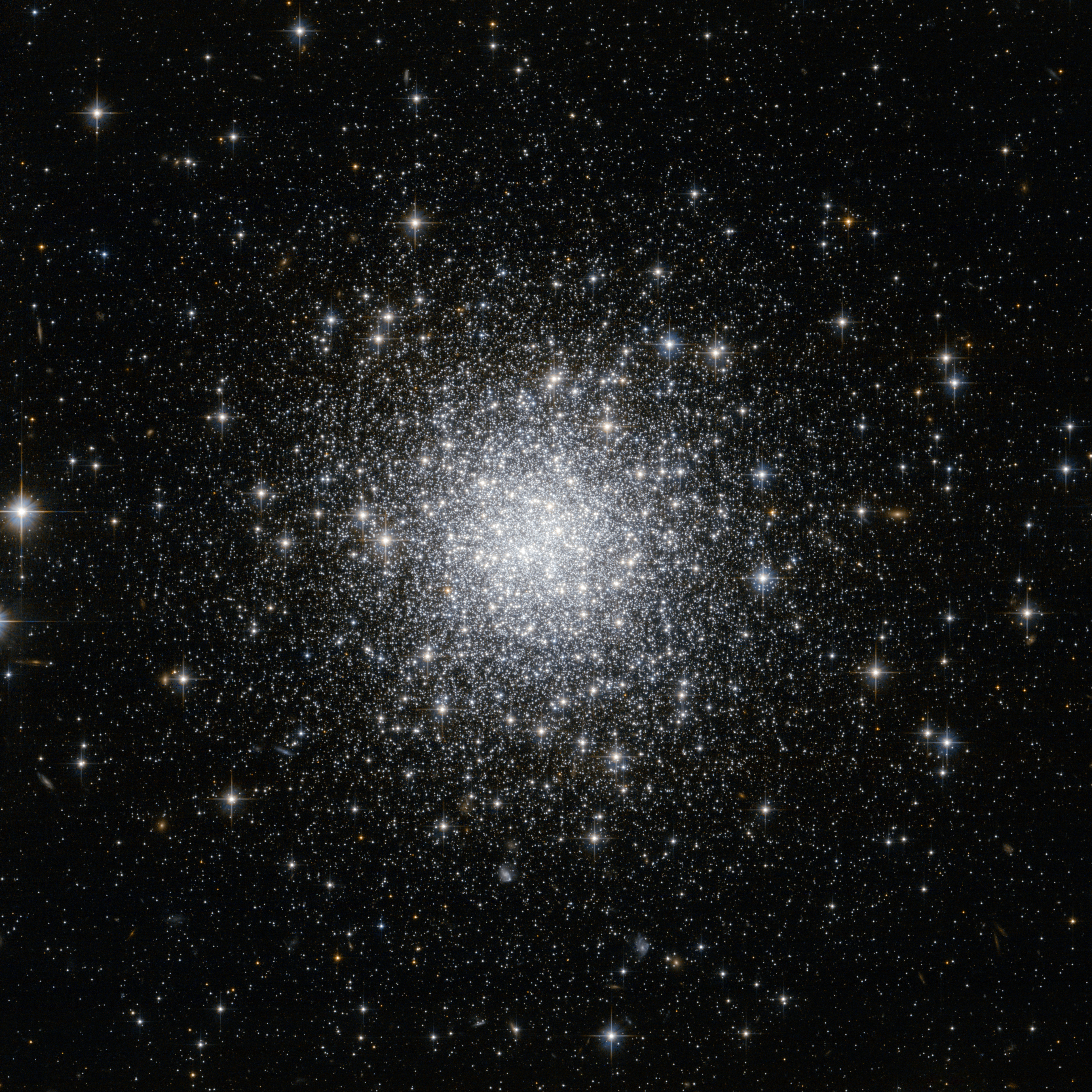
NGC 7006是高度向中心集中的球狀星團，分類為Ⅰ。

在銀河系內的球狀星團，多數被發現在銀河核心附近，並且在天球上的位置也大多數躺在銀河核心周圍的天空中。在1918年，哈洛·夏普利利用這種強烈的不對稱分佈測定銀河系整體的尺寸。經由假設球狀星團圍繞著銀河中心成球狀的分佈，他用球狀星團來估計太陽與銀河系中心的位置。雖然他的估計有重大的錯誤，但顯示銀河系比之前人所猜測的更為巨大。他的錯誤來自銀河系內塵埃的減少了到達地球的光度，因而顯得球狀星團有更遠的距離。不過，夏普利的估計值與現在所認定數量級是相同的。
夏普利的測量也顯示太陽在對遠離銀河系的中心，推翻了先前所推斷是一般恆星均勻分布的中心。在現實中，恆星一般都分佈在銀河的盤面之中，但因此也常會被氣體和塵埃遮蔽，而球狀團在盤面之外，因此在更遠的距離上仍然可以看見。

### 球狀星團分類
夏普利繼續與亨麗埃塔·史渦普和海倫·Battles·索耶（稍後是霍格）研究球狀星團。在1927–29年，夏普利和海倫依據向星團中心的集中度開始分類與編輯球狀星團的目錄。最集中的星團屬於I，然後逐步縮減集中度至XII。這就成為現今所知的夏普力-索耶集中度分類法（經常會以數字[Class 1–12]取代羅馬數字）。在2015年，以觀測資料為基礎，提出了一種新型的暗球狀星團。

## 形成

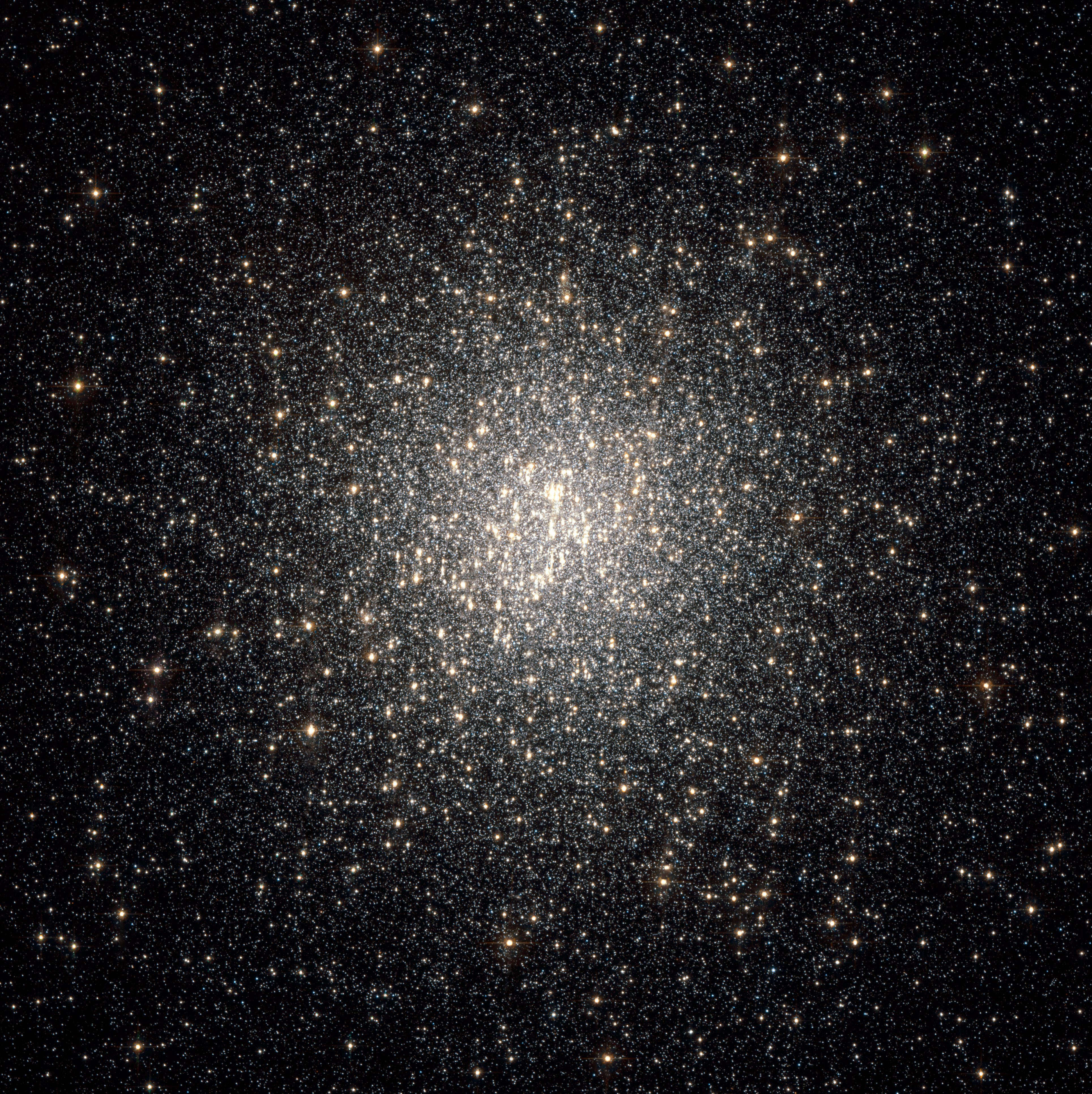
NGC 2808包含不同世代的三種恆星 。NASA的影像

對球狀星團形成現象的了解依然很少，而且也不確定星團中的恆星是一個世代形成的，還是跨越數億年形成有好幾個世代的恆星。在許多的球狀星團，大部分的恆星大約都在恆星演化的同一個階段，因此認為它們大約在同一時間形成。然而，從一個星團到一個星團的恆星形成史，有些集團顯示有不同種群的恆星。一個例子出現在大麥哲倫星系（LMC）的球狀星團，展示出雙峰的分佈曲線。在它們年輕的時候，LMC的星團可能與巨大分子雲遭遇，觸發了第二輪的恆星形成。這個恆星形成的時期相較於許多球狀星團的年齡，顯然相對較短。提出這種多樣性的恆星群建議的原因，還有動態的起源。例如在觸鬚星系，哈伯太空遠鏡觀測到成串的星團，在星系中跨越數百秒差距，那兒是可能發生星團碰撞和合併的地區。其中有許多存在著有意義的年齡範圍和一系列的金屬量，而它們的合併可以合理的解釋雙峰或多重的分佈。

球狀星團M54。

球狀星團的觀測表明，這些恆星形成區主要出現在星際介質密度比正常恆星形成區域高的高效率恆星形成區域。球狀星團的形成在星暴區域和交互作用星系是很普遍的。研究也表明在質量中心的超大質量黑洞（SMBH）和橢圓星系與透鏡星系的廣大球狀星團系統之間有關聯性。在這類星系的SMBH質量通常是接近該星系的球狀星團總質量。
沒有已知的球狀星團顯示活躍的恆星形成，這符合球狀星團通常是星系中最古老的天體和第一批恆星形成集團的觀點。很大區域的恆星形成區稱為超星團，像是銀河系的維斯特盧1，很可能是球狀星團的前身。

## 成份

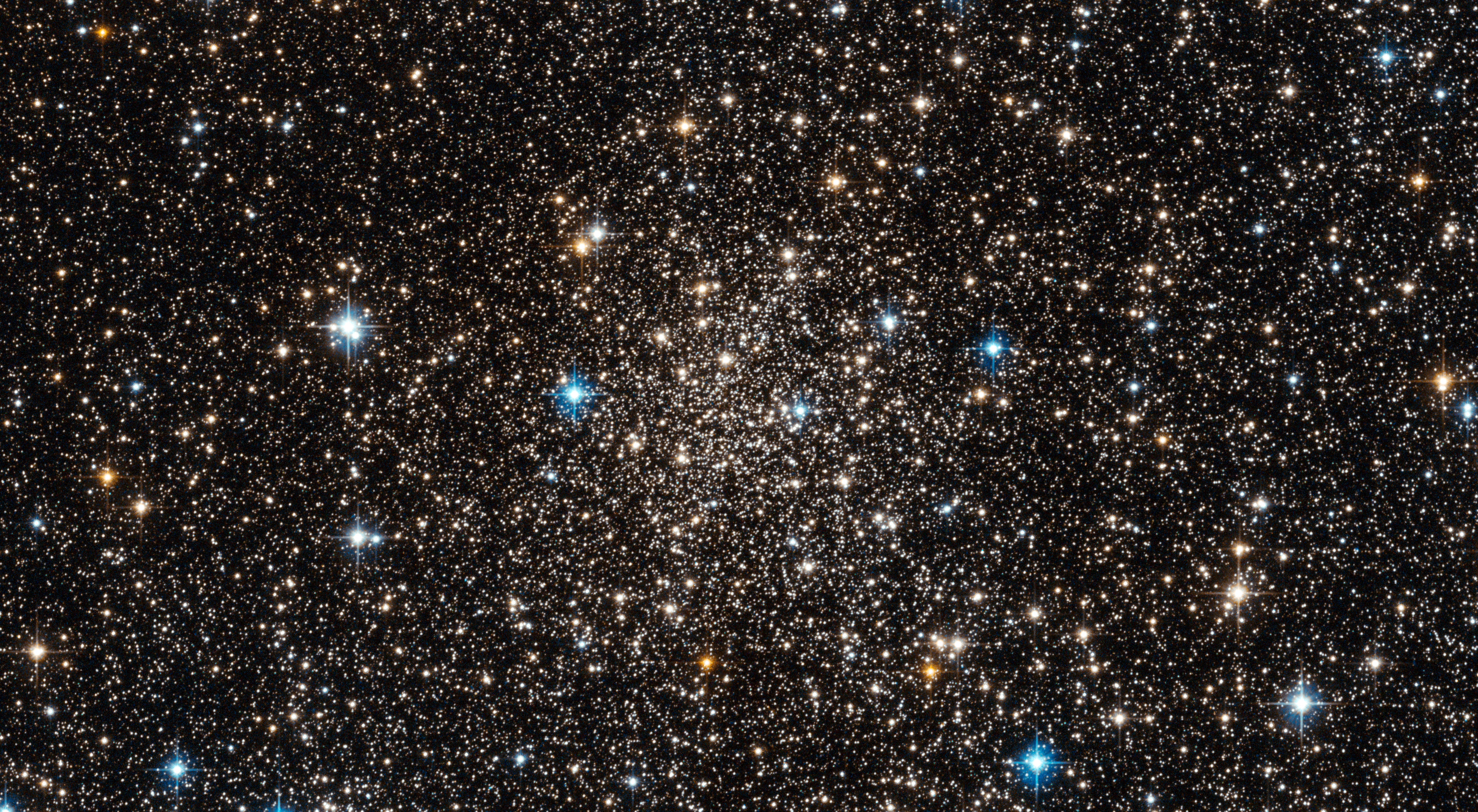
喬爾戈夫斯基1的恆星除了氫和氦之外，幾乎沒有其它的。在天文術語中，它們被稱為「貧金屬」。

球狀星團通常有數十萬顆低金屬的老年恆星。在球狀星團中的這些恆星與螺旋星系核球中的恆星類似，但是體積限制在幾百萬立方秒差距內。它們沒有氣體和塵埃，並且假設所有的氣體和塵埃都早已形成恆星。
球狀星團的恆星密度很高，平均密度可以從每立方秒差距0.4顆增加至核心的100或1000顆恆星。
球狀星團中恆星的典型距離大約是1光年，但是在核心，分離的距離與太陽系的大小相媲美（比太陽附近的恆星近100至1000倍）。
因而，它們被認為不是適合生命發展的有利場所。在星團緻密的核心，行星的軌道會受到其他恆星的擾動而不穩定。在像杜鵑座47這種核心高密度區，以1天文單位環繞恆星的行星，大約只能存活108年（數量級）。在M4有一顆行星繞著脈衝星（PSR B1620-26），但是這顆行星似乎是在這顆脈衝星形成之後才被創造的。
一些球狀星團，像是銀河系中的半人馬座ω和M31的G1，都是非常巨大，擁有數百萬太陽質量（M☉）和多個恆星族。兩者都可以視為超大質量球狀星團，事實上是矮星系被大星系併吞後殘餘核心的證據。在銀河系，大約有四分之一的球狀星團可能與宿主矮星系有所關聯。
有幾個球狀星團（像是M15）有質量極為巨大的內核，其中可能隱藏著黑洞。雖然模擬的結果顯示，低質量的黑洞，高集中度的中子星或大量的白矮星同樣可以很好的解釋。

### 金屬量

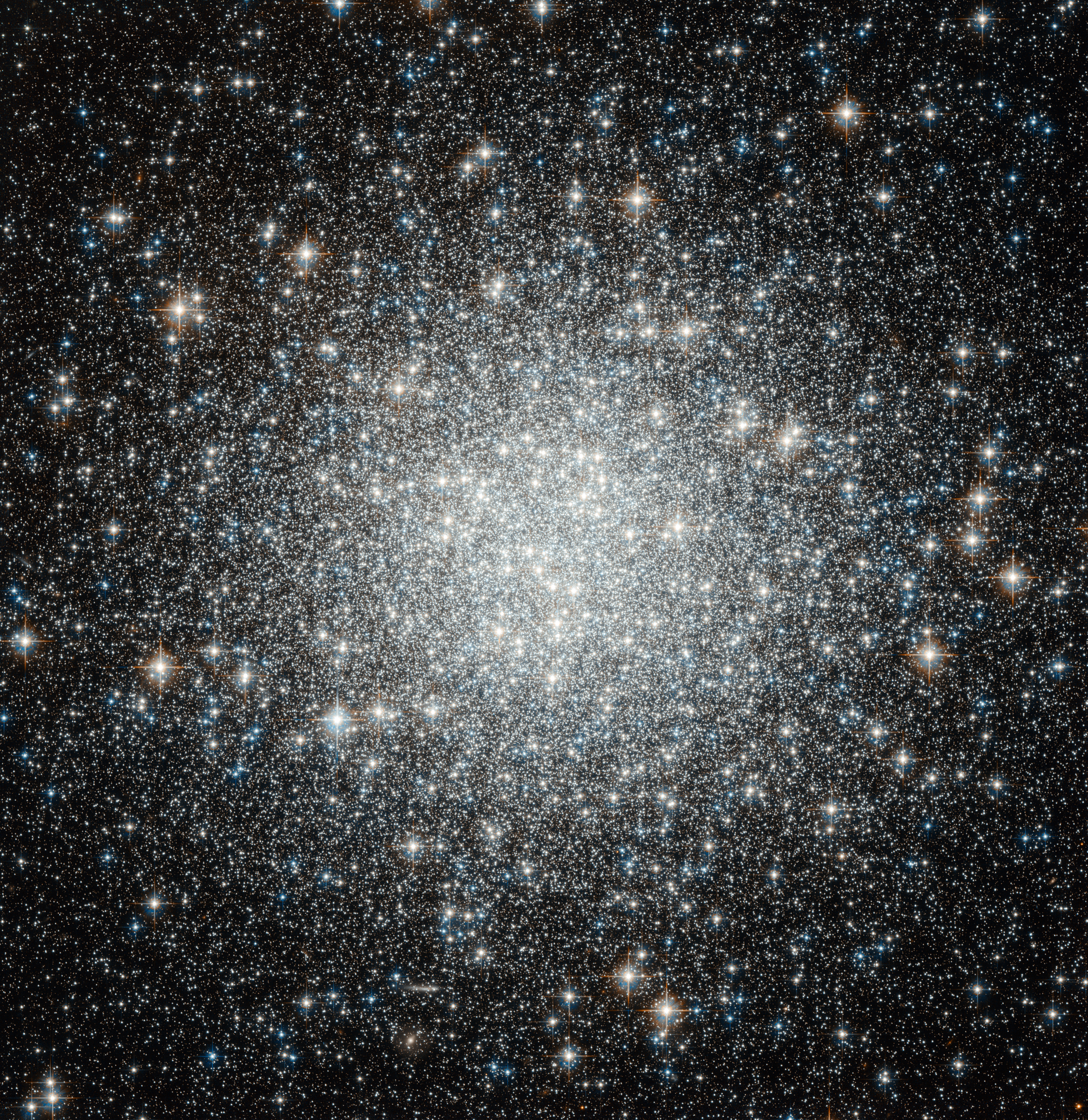
M53有數量異常的藍掉隊星，令天文學家非常驚訝。

球狀星團通常包括第二星族星，它們的其它元素相較於氫和氦的比率比像太陽的第一星族星為低。天文學家所謂的金屬是比氫和氦更重的元素，這些元素比率稱為金屬量。這些元素由恆星核合成產生，然後回收到星際介質中，在那兒它們進入下一代的恆星。因此，金屬的比例可以是一顆恆星年齡的相對值，通常具有較低金屬豐度的恆星較老。
荷蘭天文學家彼得·奥斯特霍夫注意到球狀星團似乎有兩種不同的族群，後來被稱為Oosterhoff groups。第二群有週期較長的天琴座RR變星。 兩個群都有金屬線，但是Oosterhoff type I（OoI）的較為明顯，而第二型（OoII）相當微弱。因此，第一型相當於「富金屬」（例如泰爾讓7），而第二型是「貧金屬」（例如ESO 280-SC06 ）。
在許多星系，尤其是大質量的橢圓星系，都發現了這兩種族群。這兩者幾乎都與宇宙一樣老和有著相似的年齡，僅在金屬豐度上有所差別。許多的方案被提出來解釋這些次集團，包括激烈的富氣體星系合併、矮星系的吸積和在單一星系的多個階段的恆星形成。在銀河系，貧金屬團簇與銀暈相關聯，富金屬團簇與凸起的核球相關聯。
在銀河系，低金屬豐度團簇絕大多數在銀暈外層的平面。這一結果傾向於銀河系中的第二型團簇是被捕獲的衛星星系，而不是早先所認為是銀河系最古老球狀星團的觀點。這兩種團簇之間的差異將被用來解釋兩個星系形成它們的球狀星團在時間上的差異。

### 奇特的成員
球狀星團有很高的恆星密度，因此相對的，鄰近的恆星經常會發生密切互動和對撞。由於這些偶然的機緣，一些奇特的恆星類型，如藍掉隊星、毫秒脈衝星、和低質量X射線聯星在球狀星團中較為常見。藍掉隊星是由兩顆恆星，可能是由於遭遇一個聯星系統的合併。由此產生的恆星比同群中具有相同亮度的恆星有著較高的表面溫度，因此有別於在星團誕生時就形成，而現在仍位於主序帶上的恆星。

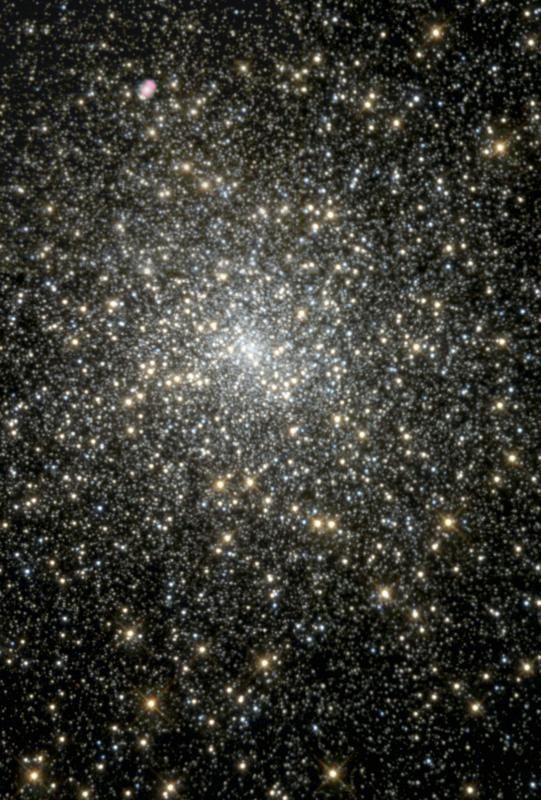
球狀星團M15的核心可能有中等質量黑洞。NASA image。

從1970年代，天文學家就在搜尋球狀星團內的黑洞。這需要很高的解析度才能勝任，然而嚴格的說，哈伯太空望遠鏡已經首度證實有所發現。在獨立的計畫中，一個4,000 M☉的中介質量黑洞已經被哈伯太空望遠鏡證實存在球狀星團M15中，另一個20,000 M☉的黑洞存在仙女座星系的球狀星團馬亞爾II。來自馬亞爾II的X射線和無線電波輻射都符合中介質量黑洞。
這些都是令人感興趣的，因為它們是首度被發現質量界於星系中心的超大質量黑洞和常規恆星質量黑洞之間的中介質量黑洞。這些中介質量黑洞的質量，繼先前發現的超大質量黑洞和星系質量之間的模式成正比。
中介質量黑洞的斷言曾經令人懷疑。在球狀星團的核心存在著超重天體，被期待會造成質量向中心集中的質量層化。正如霍爾格·鮑姆加特和合作者在兩篇論文指出，即使沒有黑洞存在，M15和馬亞爾II的質—光比都應該朝向中心大幅的增加。

## 顏色—星等圖

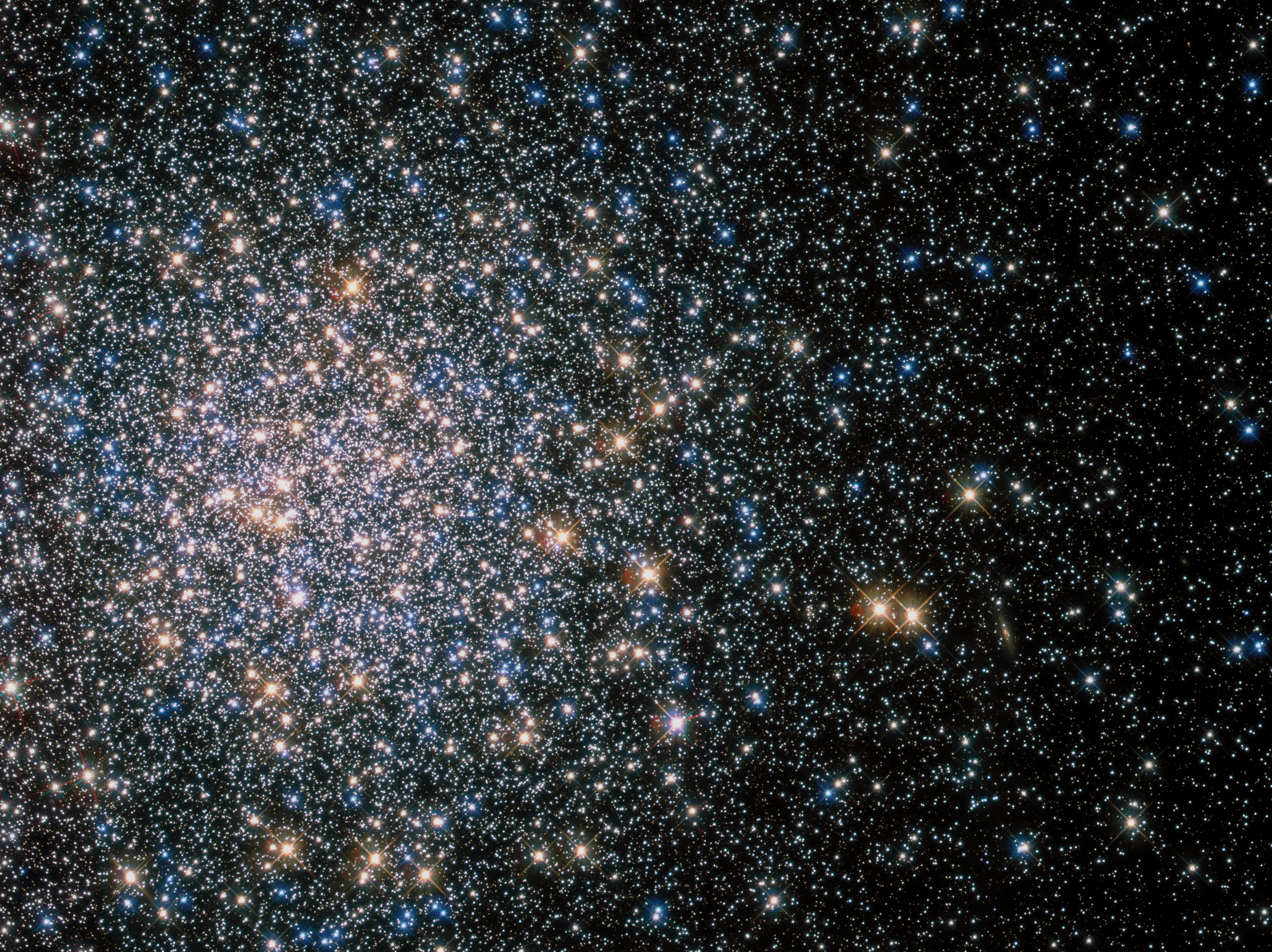
M5是個以數十萬顆恆星以引力約束在一起的球狀星團。

赫羅圖（黑羅圖）是以大量恆星的樣本和它們在視覺上的絕對星等製作成的色指數圖。色指數的B−V，是它們的藍色（B）星等和視星等（V，黃-綠色）的差值；大的正值表示這顆恆星是表面溫度較低的紅色星，負值則暗示是表面溫度較高的藍色星。
當鄰近太陽的恆星被描繪在赫羅圖上時，可以顯示出這些恆星的質量、壽命和組成的分布。多數恆星的位置都在一條傾斜的曲線上，即所熟知的主序帶，越熱的星絕對星等就越亮，顏色也越藍。但是也有一些演化至晚期的恆星會出現在圖中，它們的位置已經遠離了主序帶的曲線。
因為球狀星團中所有的恆星到我們的距離幾乎都一樣遠，因此從視星等修正為絕對星等的差值都是一樣的。我們相信球狀星團中的主序星也會像鄰近太陽的恆星一樣分布在主序帶上。這個假設的正確性可以觀察鄰近太陽的短週期變星，例如天琴座RR型變星和造父變星，和星團中的相同的變星比較而獲得證實。
經由赫羅圖的主序星擬合比對，可以測量出球狀星團內主序星的絕對星等。反過來，也可以提供對球狀星團的距離估計，因為視星等和絕對星等的差異就是距離模數，可以測量出距離。
當各自的球狀星團赫羅圖被描繪出來時，幾乎所有的恆星都明確的落在定義的相對曲線上。與鄰近太陽的恆星赫羅圖不同的是，星團中的恆星都有相同的起源和年齡，球狀星團的曲線形狀是由同一個時間、相同的材料和成分，只有質量不同的恆星所形成的典型曲線。由於在赫羅圖上的每一個位置都對應於不同質量恆星的壽命，曲線的形狀就能測量球狀星團整體的年齡了。
然而，上述的過程是歷史上確定球狀星團的距離和年齡的方法，但並不是首選的最佳方法，因為球狀星團中的恆星型態和光度在色指數圖中還受到許多不同參數的影響，其中有許多仍在積極研究中。有些集團甚至有其它球狀集團缺乏的一些族群（例如：Blue hook stars），或多種族群。所有的球狀星團包含的恆星在完全相同的時間誕生，或共用完全相同化學豐度的歷史規範也同樣被推翻了（例如：NGC 2808）。更深一層，星團色指數圖的型態，包括距離指標，例如天琴座RR變星成員的亮度，都會受到觀測偏差的影響。這種影響之一是被稱為合成（blending）的效應，它的發生是因為球狀星團核心的恆星是如此的密集，以致於低解析的觀測會有多顆恆星（未能解析）會被視為單一目標恆星。因此亮度測量看似單獨一顆恆星（例如：天琴座RR變星）的亮度會因為未被解析出的恆星而錯誤得太亮。因此，計算出的距離是錯誤的，而更重要的是某些研究者將將有爭議的合成效果引入宇宙距離尺度的階梯，系統的不確定性系統可能造成宇宙年齡和哈伯常數估計的偏差。

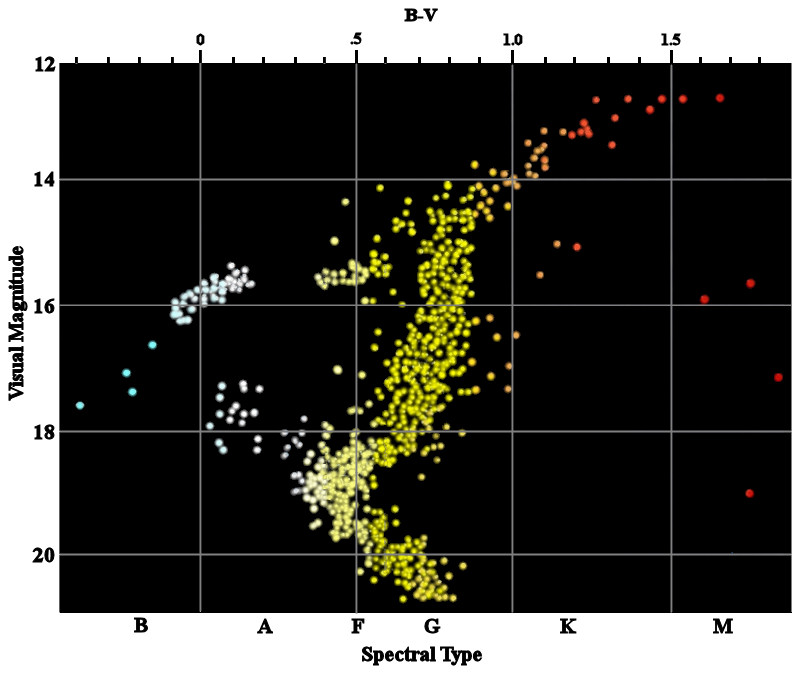
球狀星團M3的顏色—星等圖。請注意曲線在19星等處的「彎曲」，恆星演化的路徑從該處轉向巨星階段。

在球狀星團中質量最大的主序星有最高的絕對星等，也會是最早轉變朝向巨星階段演化的恆星。隨著年齡的增長，低質量的恆星也將逐漸演化進入巨星階段。因此單一族群的球狀星團年齡可以從正轉向巨星變化階段恆星在赫羅圖上的位置來測量了。在赫羅圖上形成的「彎曲」，會從主序帶朝向右上方偏轉。彎曲處對應的絕對星等是球狀星團年齡的函數，年齡的範圍可以從平行於星等的軸上描繪出來。
另一方面，也可以測量球狀星團中溫度最低的白矮星定出其年齡，典型的結果是球狀星團的年齡約為127億歲。對比之下，疏散星團只有數千萬年的歷史。
球狀星團的年齡，幾乎就綁定整個宇宙年齡的下限，這個低限是宇宙論的一個重大限制。從歷史上看，天文學家曾經面對球狀星團的年齡比宇宙學模型的宇宙年齡還要老的窘境。幸而，通過更深邃的巡天觀測，例如柯比（COBE）衛星和哈伯太空望遠鏡的觀測，對宇宙學參數的測量，似乎解決了這個問題。
對球狀星團演化的研究還可以用來測定由於氣體和塵埃形成群集在成份上的變化。也就是說，演化軌跡的變化隨著重元素（天文學中的重元素是指比氦重的元素）的豐度變化。從研究球狀星團獲得的資料，可以用於研究整個銀河系的演變。
在球狀星團中有少數被觀察到的恆星是所謂的藍掉隊星，它們繼續位於主序帶上，更明亮與更藍的位置上。這些恆星的來源還不是很清楚，但是多數的模型都顯示這些恆星是多星系統內質量轉移所產生的結果。

## 組態

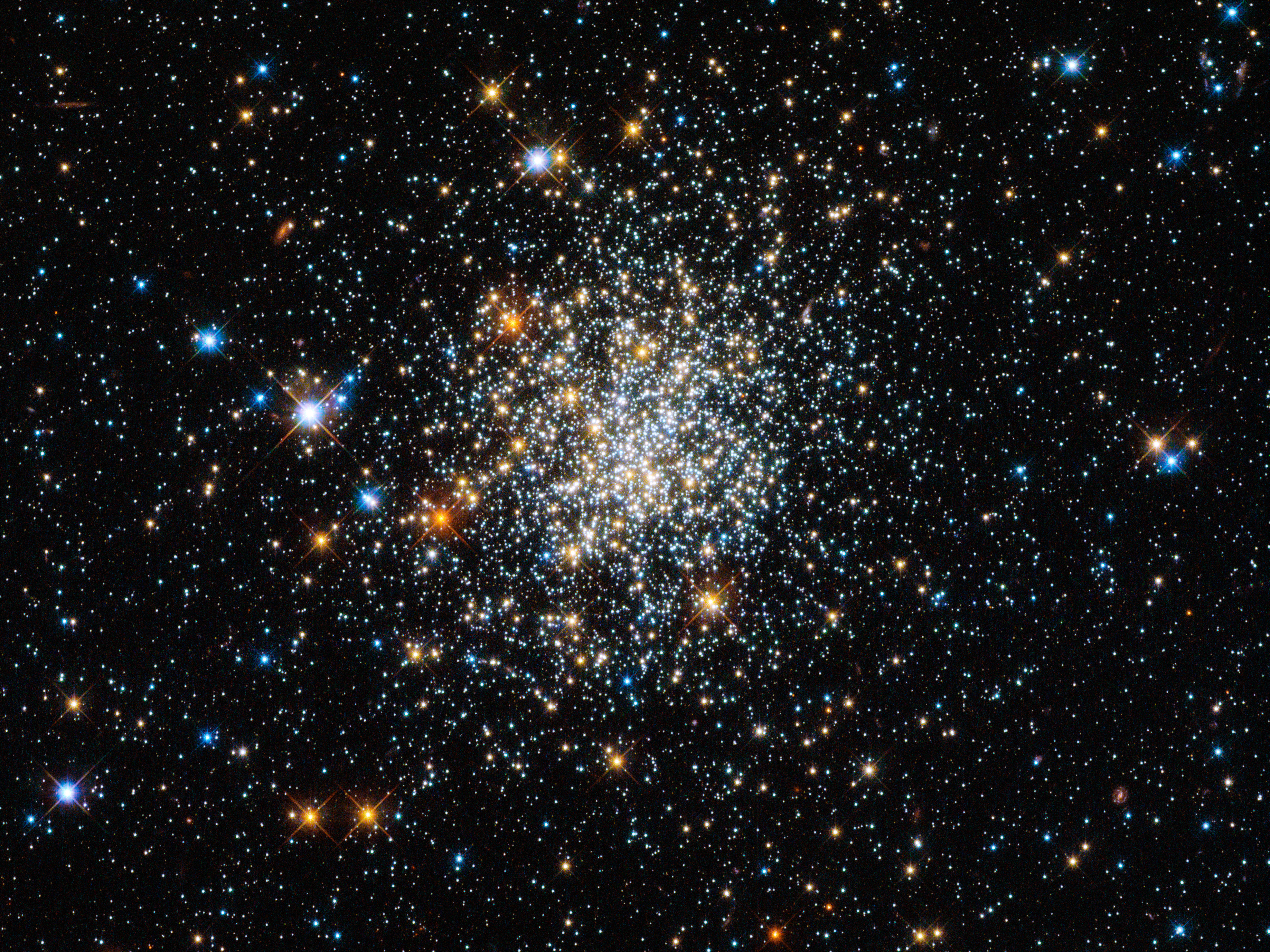
NGC 411歸類為疏散星團。

與疏散星團比較，大部分的球狀星團中主要的恆星，終其一生都受到重力場的約束。一種可能的例外是，其它的大質量天體引發的潮汐力有可能造成恆星的擴散。
在它們形成之後，球狀星團內的恆星彼此之間會有引力的交互作用，結果是所有恆星的速度向量都是穩定與平衡的，全都失去了早期歷史上原有的速度。造成這種特性發生的時間稱為弛豫時間，這段時間所需的長短由星團的恆星數量和質量來決定。每個星團的弛豫時間都不同，但平均值的數量級大約是109年。
| 星系   | 橢率      |
| ------ | --------- |
| 銀河系 | 0.07±0.04 |
| LMC    | 0.16±0.05 |
| SMC    | 0.19±0.06 |
| M31    | 0.09±0.04 |

雖然球狀星團的外觀一般都是球狀的，但由於潮汐力會產生橢率。在銀河系和仙女座星系中的球狀星團典型的形狀都是扁球形，而在大麥哲倫星系中的更為扁平。

### 半徑
天文學家經由標準半徑來描述球狀星團的形態，它們分別是核半徑（rc）、半光度半徑（rh）和潮汐半徑（rt）。整體的亮度是由核心向外穩定的減弱，核半徑是表面光度降為中心一半的核心距離，用於比較的量是半光度半徑，這是總光度達到整個星團一半區域的半徑，通常這個值會比核半徑要大。
要注意的是半光度半徑所包含的恆星在視線的方向上是包含了在星團外圍的恆星，所以理論上也會使用半質量半徑（rm）——由中心至包含星團一半質量的距離。如果半質量半徑小相對於整體半徑較小，這個星團的核心便是高密度的。例如M3，它整體的視直徑是18角分，但是半質量半徑只有1.12角分。
幾乎所有球狀星團的半光度半徑都小於10秒差距，即使有些球狀星團被認定有非常大的半徑（例如NGC 2419（Rh = 18 pc）和帕羅馬14 （Rh = 25 pc））。
最後的潮汐半徑，或是洛希極限，是核心到星團外圍受到星系影響大於星團本身影響的距離。在這個距離上，原屬於星團的單獨恆星會被星系的引力拉扯出去。M3的潮汐半徑大約是40角分或大約113秒差距，距離是10,400秒差距。

### 質量層化、光度和核心坍縮
在測量特定球狀星團的核心距離與光度曲線的函數時，銀河系內多數的球狀星團在一定的距離內光度都會因與核心距離的減少而穩定的增加，到一定的距離之後，然後光度呈現一定的值，典型的距離都在離核心1–2秒差距之處。然而有20%的球狀星團經歷了所謂的「核心坍縮」的過程，在這一類型的星團中，光度在核心區域一直是平穩的增加。球狀星團M15就是核心坍縮的一個例子。

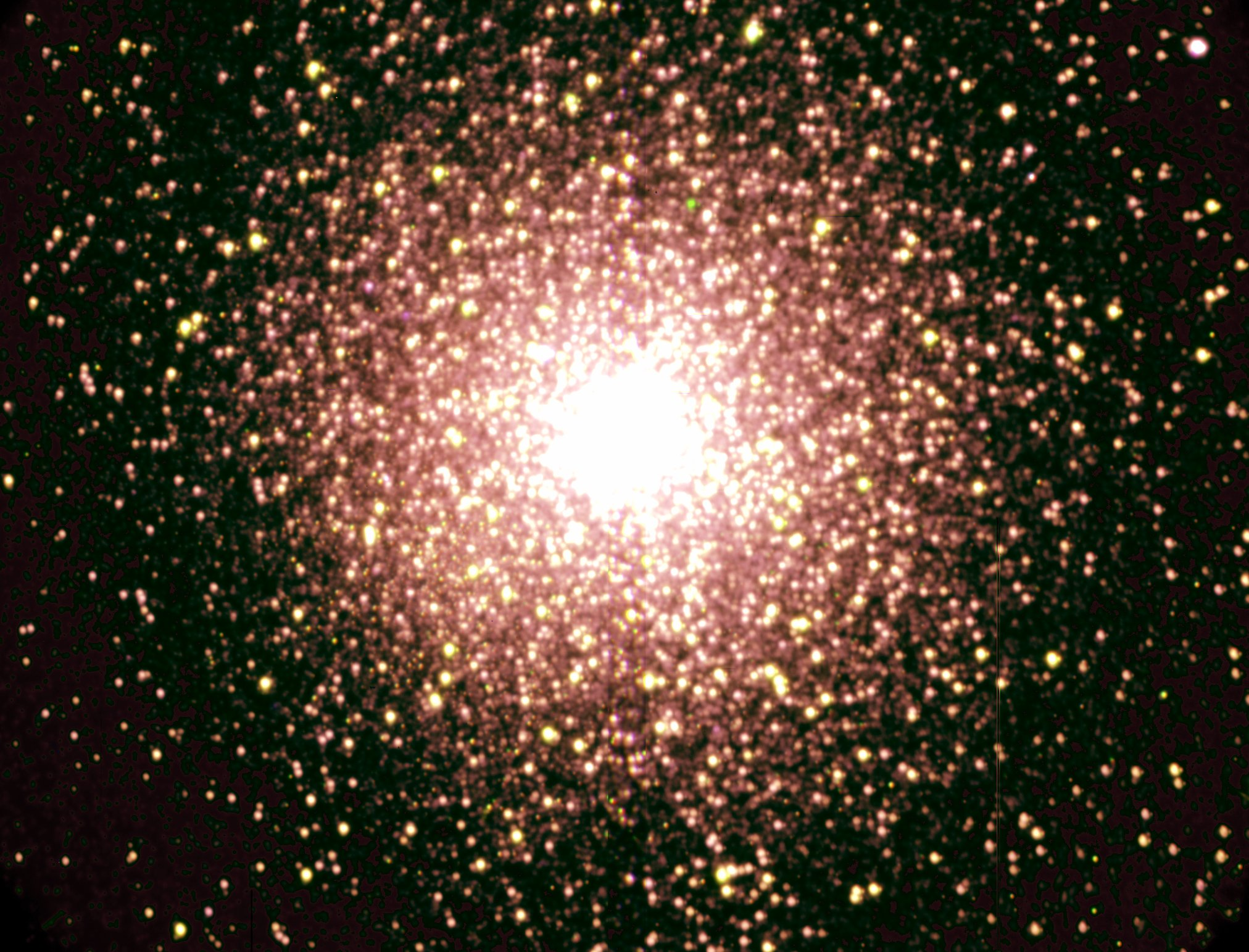
杜鵑座47 –是繼半人馬座ω之後，全銀河系中第二亮的球狀星團。

核心坍縮被認為是球狀星團中質量較重的恆星與它較輕的伴星遭遇時發生的狀況。隨著時間的推移，動態過程將會導致單獨的恆星向外遷徙。結果是核心區域損失了動能，導致留下的恆星聚集成更緊實的體積。當這種引力熱災變發生不穩定時，核心區域變得更濃密，擠滿了恆星，面亮度的冪律形成了尖點（請注意，核心坍縮不是能導致這種亮度分布唯一的機制；在核心的大質量黑洞也可以導致亮度尖點）。經歷一段足夠長的時間之後，導致大質量恆星在核心附近高密度的聚集，這種現象稱為質量層化。
聯星系統的動態加熱效應的工作，可以阻止星團最初的核心坍縮。當一顆恆星經過聯星系統附近時，後著的軌道傾向於縮小，並釋放出能量。只有在初始的聯星系統交互作用枯竭之後，才會進行更深層次的核心坍縮。相較之下，當球狀星團多次穿越螺旋星系的盤面，潮汐衝擊的影響更顯著的使核心坍縮加速。
核心坍縮可以分成三個不同的階段。青春期的球狀星團，核心坍縮的過程始於靠近核心的恆星。然後，當集團進入中年時，聯星系統之間的交互作用可以阻止核心進一步的崩潰。最後，核心的聯星不是瓦解就是被彈出，造成核心更緊實的濃縮。
核心坍縮區域的恆星交互作用，造成緊密的聯星系統形成。隨著恆些緊密聯星系統的交互作用，增加了核心的能量，這將導致核心區域再度擴大。由於核心坍縮的平均時間通常都小於星系的年齡，很多的球狀星團可能都經歷過核心坍縮階段，然後再度擴大。
哈伯太空望遠鏡已經被用於提供令人信服的球狀星團恆星質量重新排序的觀測證據。質量大的恆星因為速度緩慢而聚集在核心，質量輕的恆星加速的移動，並且傾向於花費更多的時間聚集在星團的周圍。球狀星團杜鵑座47大約由100萬顆恆星組成，是南半球密度最高的球狀星團之一。這個星團被密集的以攝影觀測，讓天文學家可以追蹤其中的恆星運動，星團中將近15,000顆恆星的運動被精密的測量。
在2008年，約翰·弗雷古研究了銀河系內的13個球狀星團，顯示其中3個不尋常的有大量的X射線源或X射線聯星，暗示它們是中年的球狀星團。之前，天文學家使用另一種方法測試年齡，這些球狀星團因為它們在核心有非常密集的恆星，曾被歸類為老年的集團。這個結論是大多數的球狀星團，包括弗雷古研究的其它10個，不在以前認為的中年期，實際上是仍處於青春期。
在銀河系和仙女座星系的所有球狀星團，整體的光度可以過高斯函數建模，用平均星等Mv和方差σ2表示。這種的球狀星團光度分布稱為球狀星團光度函數（Globular Cluster Luminosity Function，GCLF）。在銀河系，Mv = −7.20 ± 0.13，σ = 1.1 ± 0.1 。在假設遙遠星系的球狀星團也遵循像銀河系的球狀星團相同的原則，GCLF也被作為測量其它星系距離的「標準燭光」。

### 多體模擬
計算一個球狀星團內恆星之間的交互作用必須解決所謂的多體問題。也就是說，當這個星團中有N顆恆星時，每一顆恆星都會與其餘的N-1顆恆星持續不斷的進行交互作用。多項式函數，也就是說，球狀星團內的每一顆恆星都與N−1顆的恆星有交互作用。一般電腦動態模擬的CPU使用成本以N3的比率增加，所以需要功能強大的電腦才能精確模擬這種星團的動態。在數學上研究球狀星團內多體動力學的一種有效方法是將整體依速度的範圍細分為較小的體積來進行摹擬，並且以概率來描述恆星的位置。這樣就可以使用所謂的佛客－普朗克方程式來描述恆星的運動，以簡化的形式來解決；或是使用亂數來執行蒙地卡洛模擬進行處理，也可以解決這個問題。
但是，在雙星的作用和有其他外在的萬有引力（例如來自銀河系的引力）的交互作用影響時，這種模擬還是很困難的。
多體模擬的結果顯示，恆星通常以不尋常的路徑在星團內運動，有些會形成迴圈，有些會直接趨近核心，然後成為單獨環繞著質量中心的恆星。另一方面，由於和其它恆星的交互作用會使速度增加，有些恆星會獲得足以脫離星團的能量。經過較長的時期，這會導致星團的散逸，這種過程稱為蒸發。球狀星團蒸發的典型時間尺度是1010年。在2010年，一顆星對一顆星的直接計算成為可能，球狀星團的多體模擬依然有其導引的價值。
聯星在恆星系統中佔有不可忽視的分量，超過一半的恆星在聯星系統中。球狀星團的數值模擬顯示聯星可以阻止，甚至扭轉球狀星團的核心坍縮過程。當星團中的一顆恆星與聯星系統有引力上的衝突時，一個可能的結果是聯星系統變得更為緊密，而動能被添加至這顆單獨的恆星。當星團中的大質量恆星在這個過程中被加速時，它會減少和限制了核心的坍縮。
球狀星團的最終命運要麼是核心的增生，使其穩定收縮變得更緊密，否則就是它的外層逐漸脫離。

### 中間的形式

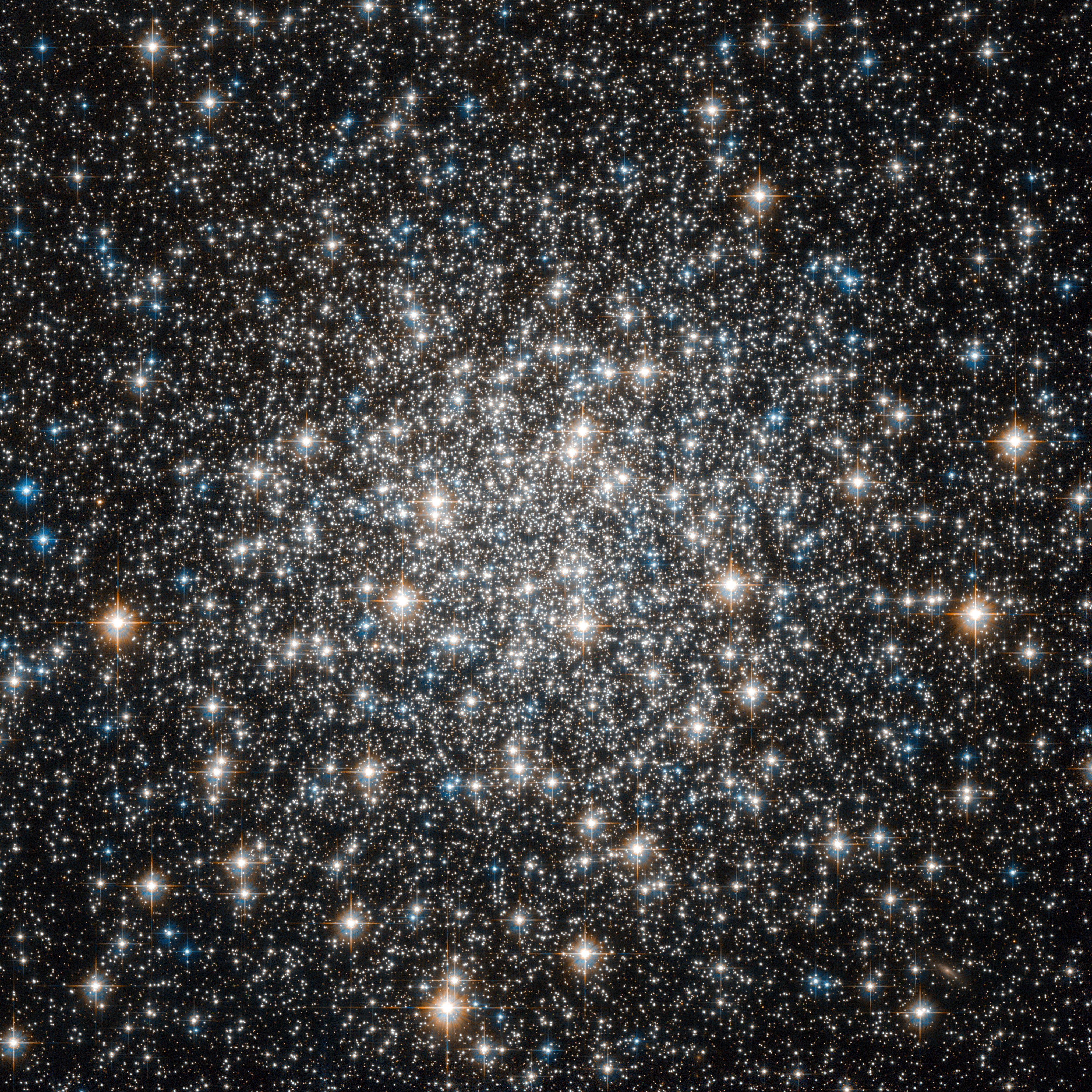
球狀星團M10位於蛇夫座，距離地球至少15,000光年。

星團在分類上並不是都很明確，有些會在別種類的目錄中被尋獲。例如，在南天的銀河之中的BH 176，就兼具有疏散星團和球狀星團的屬性。
在2005年，天文學家在仙女座發現了一種全新型態的恆星集團，是在幾個方面非常像球狀星團。新發現的星團包含數十萬顆恆星，類似於在球狀星團中的數量。這種星團的一些特點和金屬量與球狀星團相同。使它們與球狀星團不同的區別是他們的大小——跨越數百光年——和低了數百倍的恆星密度。因此，在新發現的星團中恆星之間的距離也伸展得比球狀星團大。由參數上來看，這種星團是介於球狀星團和矮橢球星系之間。
目前，還不知道這種星團是如何形成的，但它們的形成可能與球狀星團有關。為何M31有這樣的星團，而銀河系沒有，現在也還不得而知。也不知道其它的星系是否有這樣的星團，如果只有M31有這種擴張的星團，也是很不尋常的，但這也仍是未知的。

## 潮汐遭遇
當球狀星團與大質量物體，像是星系的核心區域，近距離接觸時，會經歷潮汐力的交互作用。在星團的近端和遠端的區域遭受到的潮汐力會有所差異，而在球狀星團經過星系的平面時，就會發生「潮汐震波」。
潮汐震波的一種結果，恆星會從集團的暈中脫離成為星流，只留下星團的核心部分。這些潮汐的交互作用創造出從星團延伸出好幾度長的弧形恆星尾。這些尾巴通常都沿著集團的軌道向前方和後方伸展。尾巴可以取得大量的星團原始性質，並可以形成類似瘤狀的特徵。
例如，球狀星團帕羅馬5，在經過銀河系內軌道的近銀心點之後的它，星流沿著軌道的前方和後方延伸，距離長達13,000光年。潮汐的交互作用剝離了帕羅馬5大部分的質量，而當它穿越銀河系的核心區域，更進一步的潮汐交互作用使它成為軌道環繞著銀暈的恆星長流。
潮汐交互作用增加了球狀星團的動能，極度的提高了星團的蒸發率和縮小了星團的大小。不僅潮汐震波剝離星團外圍的恆星，而其蒸發率也加速了核心崩潰的過程。相同的物理機制也可能作用在矮橢球星系，像是人馬座矮橢球星系，似乎因其接近銀河系而正在經歷潮汐瓦解。

## 軌道
銀河系周圍有許多球狀星團的軌道是逆行軌道。在2014年，發現M87周圍有超過其逃逸速度的超高速球狀星團。

## 行星
在2000年，對球狀星團杜鵑座47的巨行星搜尋結果揭曉。要建立行星的存在，金屬量（除了氫和氦之外的元素）至少要有太陽豐度的40%，但沒有任何顯示成功的跡象。類地行星是由更重的元素，如矽、鐵、鎂等組成，但這些元素在球狀星團中的豐度都常低，意味著相較於太陽附近的恆星，成員星孕育出類似地球質量行星的可能性非常的低。因此，在銀河系的銀暈區域，包括球狀星團等成員，不太可能有適居類地行星。
儘管形成巨行星的可能性很低，可是在M4中還是有所發現。這顆行星環繞聯星系統 PSR B1620-26中的一顆脈衝星。它的軌道有著高離心率和高傾斜角，顯示它可能來自集團中的另一顆恆星，是在交換之下才來到目前的場所。在球狀星團中，恆星之間的距離使得近距離接觸擾亂到行星系統的可能性極高，其中一些可能掙脫束縛成為自由的流浪行星。即使靠近母恆星的行星也可能被干擾，導致軌道衰減或離心率增加和潮汐效應等的影響。

### 一般資訊
- NASA Astrophysics Data System （页面存档备份，存于） has a collection of past articles, from all major astrophysics journals and many conference proceedings.
- SCYON （页面存档备份，存于） is a newsletter dedicated to star clusters.
- MODEST （页面存档备份，存于） is a loose collaboration of scientists working on star clusters.

### 書籍
- Binney, James; Tremaine, Scott.  First. Princeton, New Jersey: Princeton University Press. 1987. ISBN 0-691-08444-0.
- Heggie, Douglas; Hut, Piet. . Cambridge University Press. 2003. ISBN 0-521-77486-1.
- Spitzer, Lyman. . Princeton, New Jersey: Princeton University Press. 1987. ISBN 0-691-08460-2.

### 論文回顧
- Elson, Rebecca; Hut, Piet; Inagaki, Shogo (1987). Dynamical evolution of globular clusters. Annual review of astronomy and astrophysics 25 565. Bibcode：1987ARA&A..25..565E
- Meylan, G.; Heggie, D. C. (1997). Internal dynamics of globular clusters. The Astronomy and Astrophysics Review 8 1. Bibcode：1997A&ARv...8....1M

## 外部連結
- Globular Clusters（页面存档备份，存于）, SEDS Messier pages
- Milky Way Globular Clusters （页面存档备份，存于）
- Catalogue of Milky Way Globular Cluster Parameters by William E. Harris, McMaster University, Ontario, Canada
- A galactic globular cluster database by Marco Castellani, Rome Astronomical Observatory, Italy
- Key stars have different birthdays （页面存档备份，存于） article describes how stars in globular clusters are born in several bursts, rather than all at once
- Globular Clusters Blog News, papers and preprints on Galactic Globular Clusters
- Clickable Messier Object table including globular clusters